# Synagoge (Cuneo)

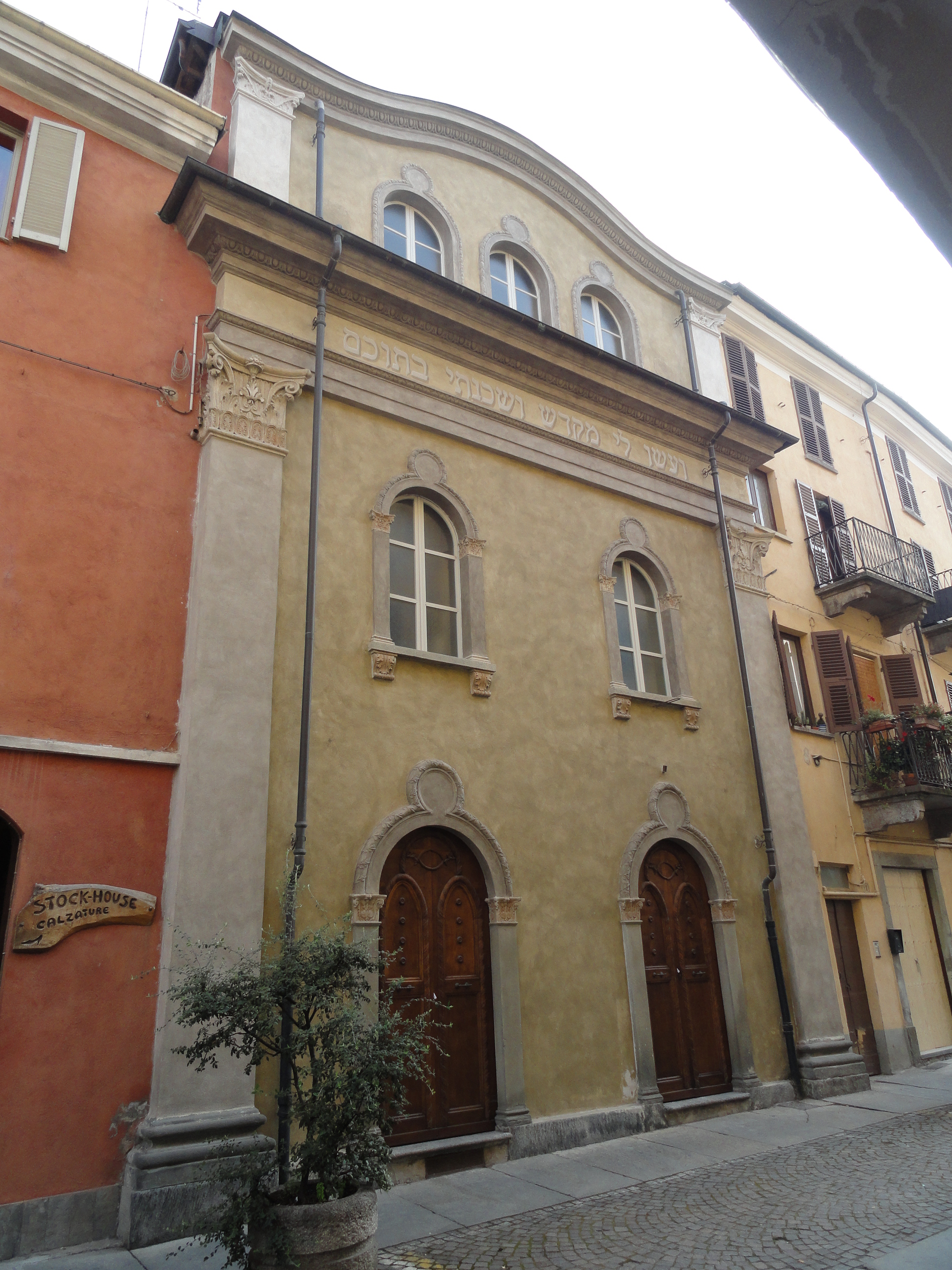
Synagoge in Cuneo

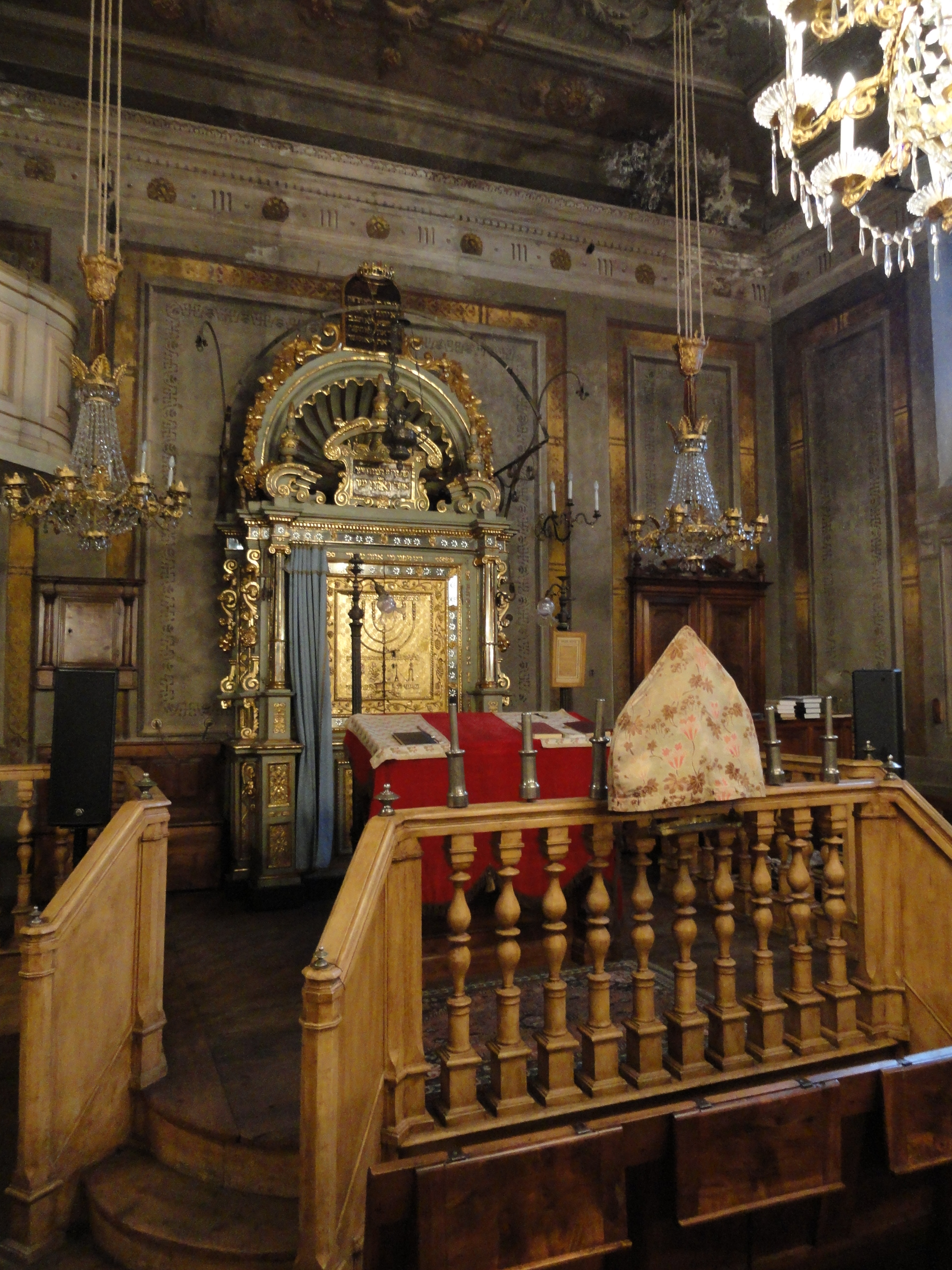
Thoraschrein mit Bima

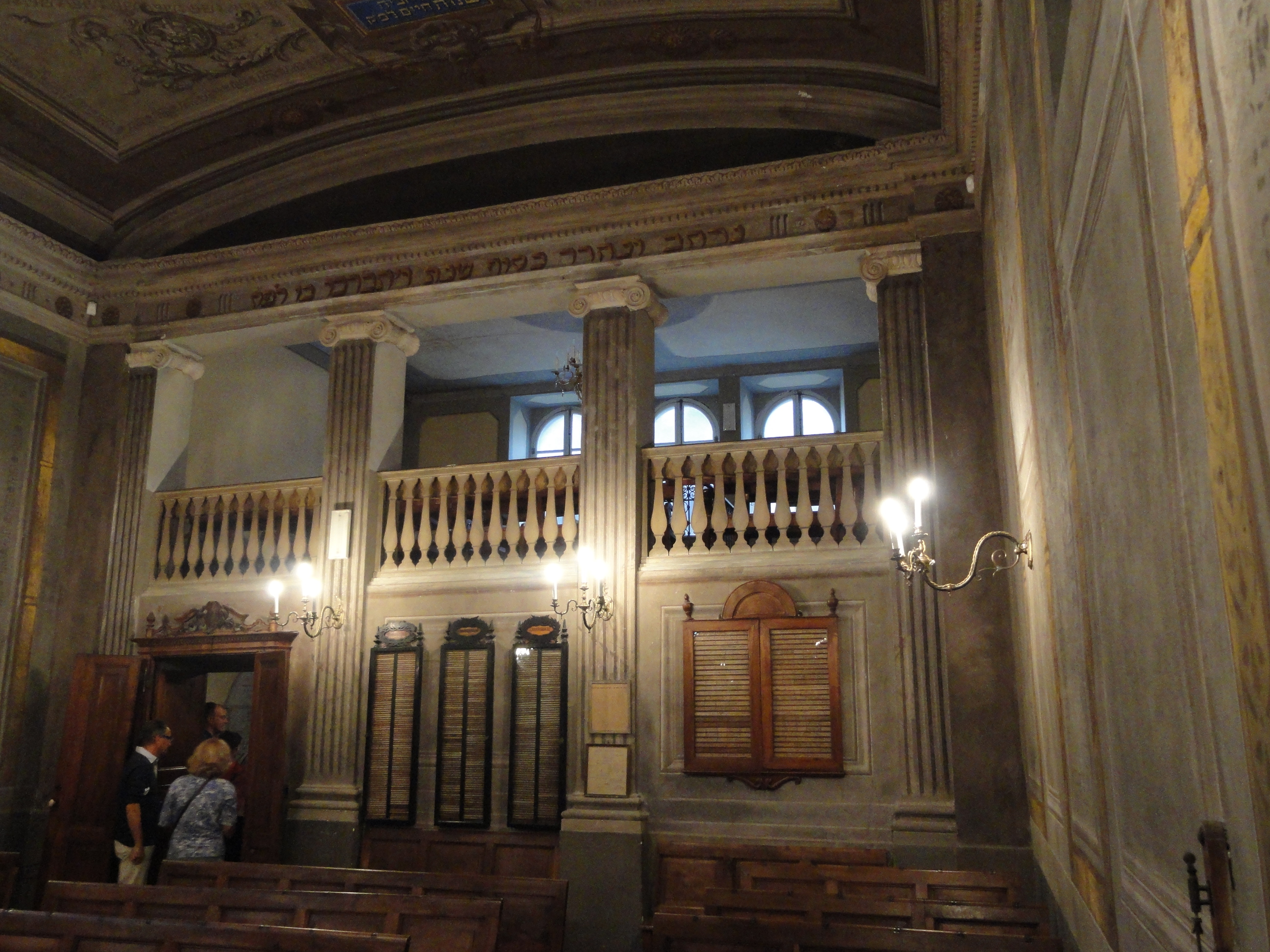
Blick zur Frauenempore

Die Synagoge in Cuneo, einer Stadt in der norditalienischen Region Piemont, wurde 1611 errichtet. Die barocke Synagoge befindet sich in der Contrada Mondovì 18, im Zentrum des ehemaligen jüdischen Ghettos. Sie wird heute nur noch zu den hohen Feiertagen genutzt.

## Beschreibung
Im Jahr 1884 wurde die Synagoge für die modernen Bedürfnisse umgebaut und erhielt die heutige Fassade, die von zwei Pilastern gerahmt wird. Zwei rundbogige Portale führen in das Innere. Ein Gesims ruht auf den Pilastern und trennt die zwei Obergeschosse. Die drei rundbogigen Fenster des zweiten Obergeschosses geben der Frauenempore Tageslicht. Hinter der rechten Eingangstür führt eine Treppe zum ersten Stock, wo sich der Raum für den Religionsunterricht befindet. 
Im Inneren steht die schlichte Bima direkt vor dem schmuckvollen Thoraschrein aus dem 17. Jahrhundert, wie es für sephardische Synagogen Tradition ist. Auf den Türen des Schreins sind die Menora und Kultinstrumente dargestellt. Links vom Thoraschrein befindet sich eine erhöhte Kanzel.